# Towos

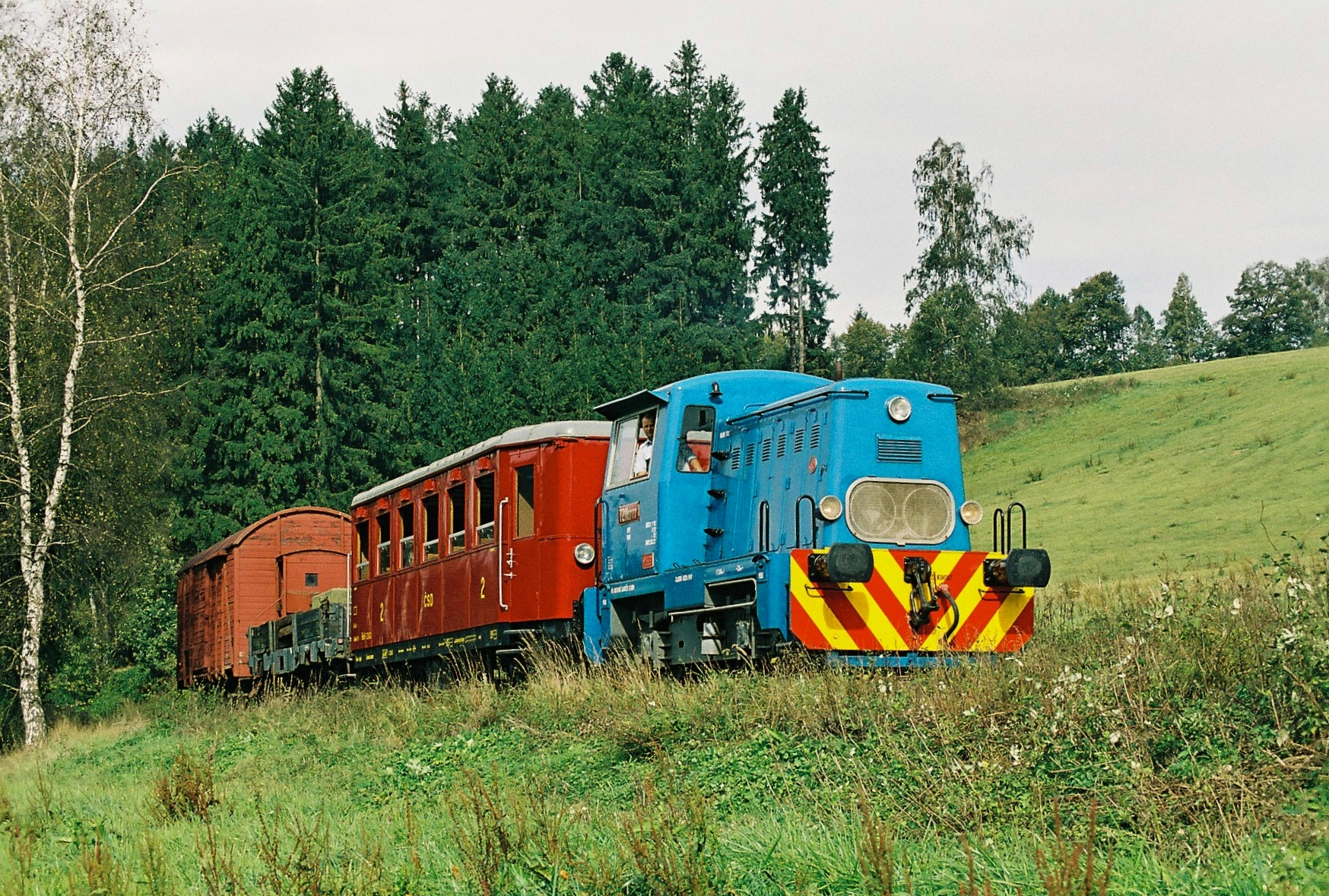
Towos w Czechach

Towos – potoczne określenie pociągu towarowo-osobowego, czyli zbiorczego pociągu towarowego prowadzącego także wagony osobowe i obsługującego przystanki osobowe. Pociągi takie prowadzono na słabo wykorzystanych liniach kolejowych dla oszczędności kosztów obsługi, charakterystyczną ich cechą była niska prędkość handlowa.
Jest to także potoczne określenie uniwersalnego pojazdu: samochód lub wagon kolejowy przeznaczony do przewozu zarówno osób, jak i towarów w zależności od potrzeb. W towosach stosuje się często siedzenia ustawione lub zawieszone wzdłuż ścian bocznych, składane dla zwiększenia przestrzeni ładunkowej w przypadku przewozu towarów.